# Diari de Terrassa

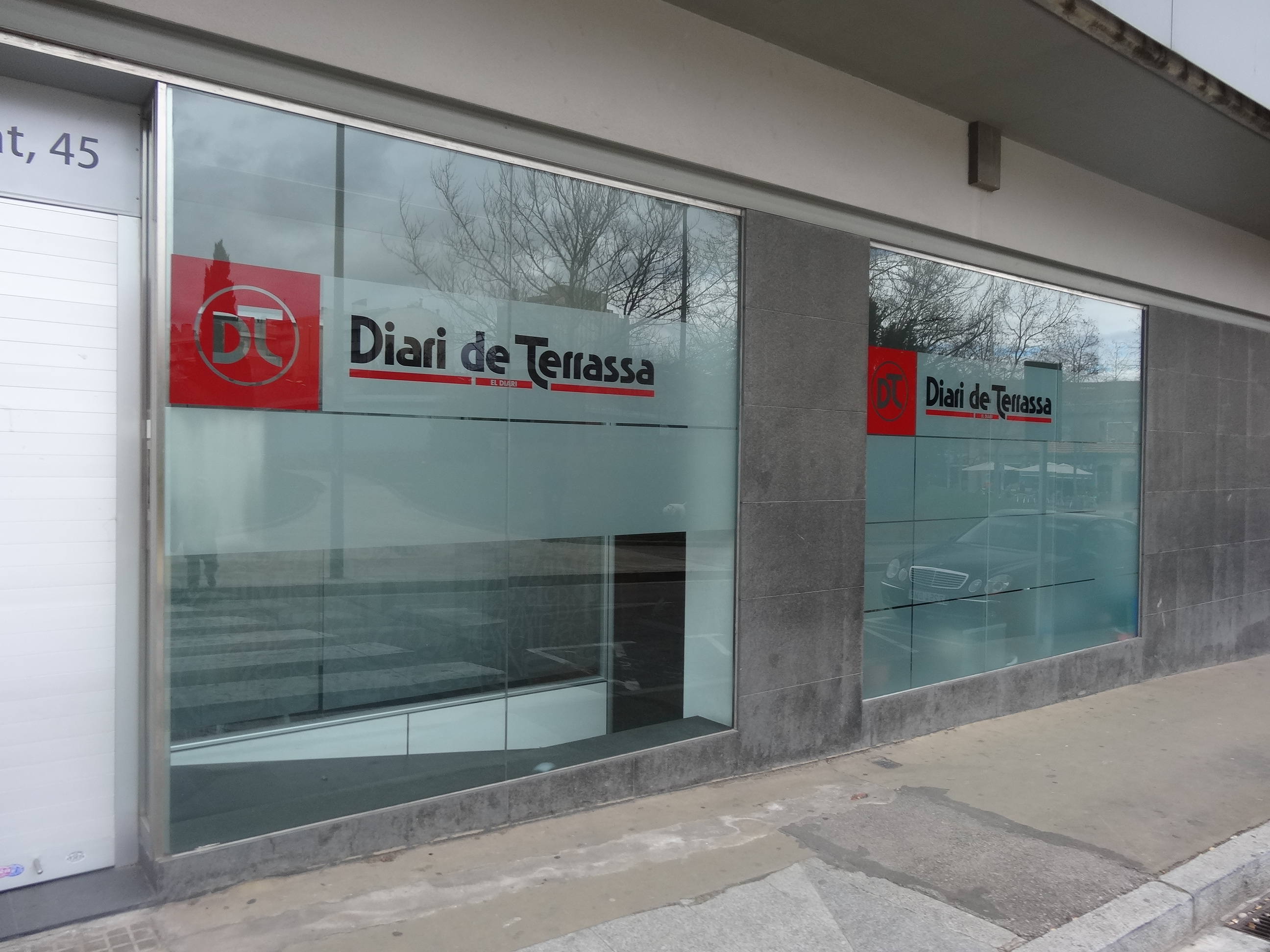
Oficines anteriors del Diari de Terrassa, al carrer de Vallhonrat, núm. 45

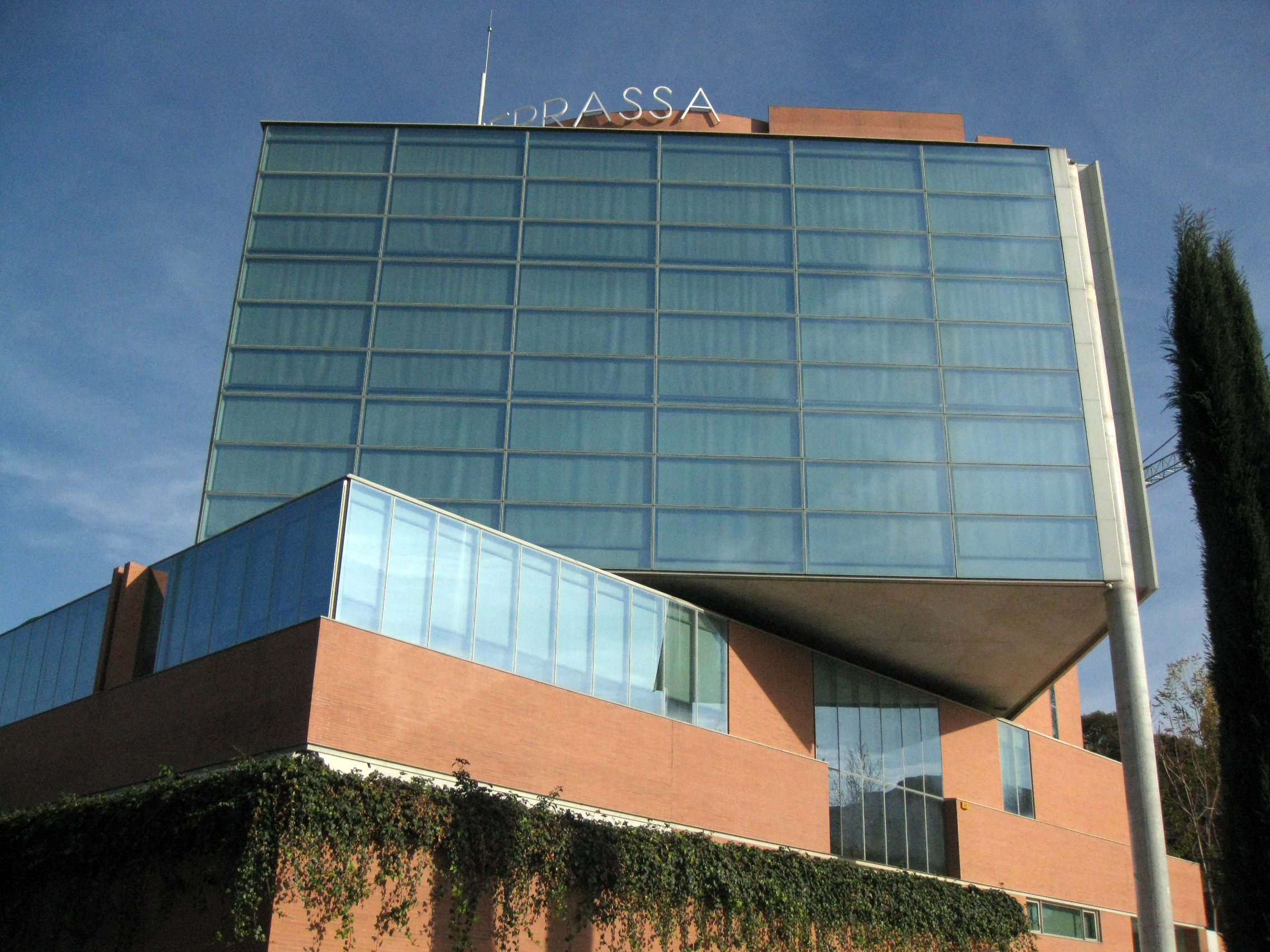
Seu del Diari de Terrassa entre els anys 2002 i 2014, a la cantonada dels carrers Vinyals i Vallhonrat, obra de l'arquitecte Joan Baca i Pericot

El Diari de Terrassa és una publicació digital amb cinc edicions setmanals en paper que informa sobre l'actualitat de la ciutat de Terrassa i la seva àrea d'influència. Va néixer l'any 1977, tot i que és hereu de publicacions anteriors. Es publica en català.

## Història
El Diari de Terrassa va néixer el 23 d'abril de 1977, coincidint amb la diada de Sant Jordi, sota la direcció de Javier Puy; tot i que quan va aparèixer el seu nom era Diario de Tarrasa, aquest va ser canviat uns anys més tard per Diario de Terrassa i el 1993 per la forma actual. A la web del diari declaren que es consideren un «diari d'informació general amb voluntat local i comarcal» propi de la població de Terrassa, situada al Vallès Occidental. Per tant, és Terrassa, les ciutats del voltant i la comarca, les que conformen els seus continguts i la seva difusió principal. En l'actualitat, es publica diàriament de dimarts a dissabte, excloent per tant diumenges i dilluns. El diari és escrit en català.

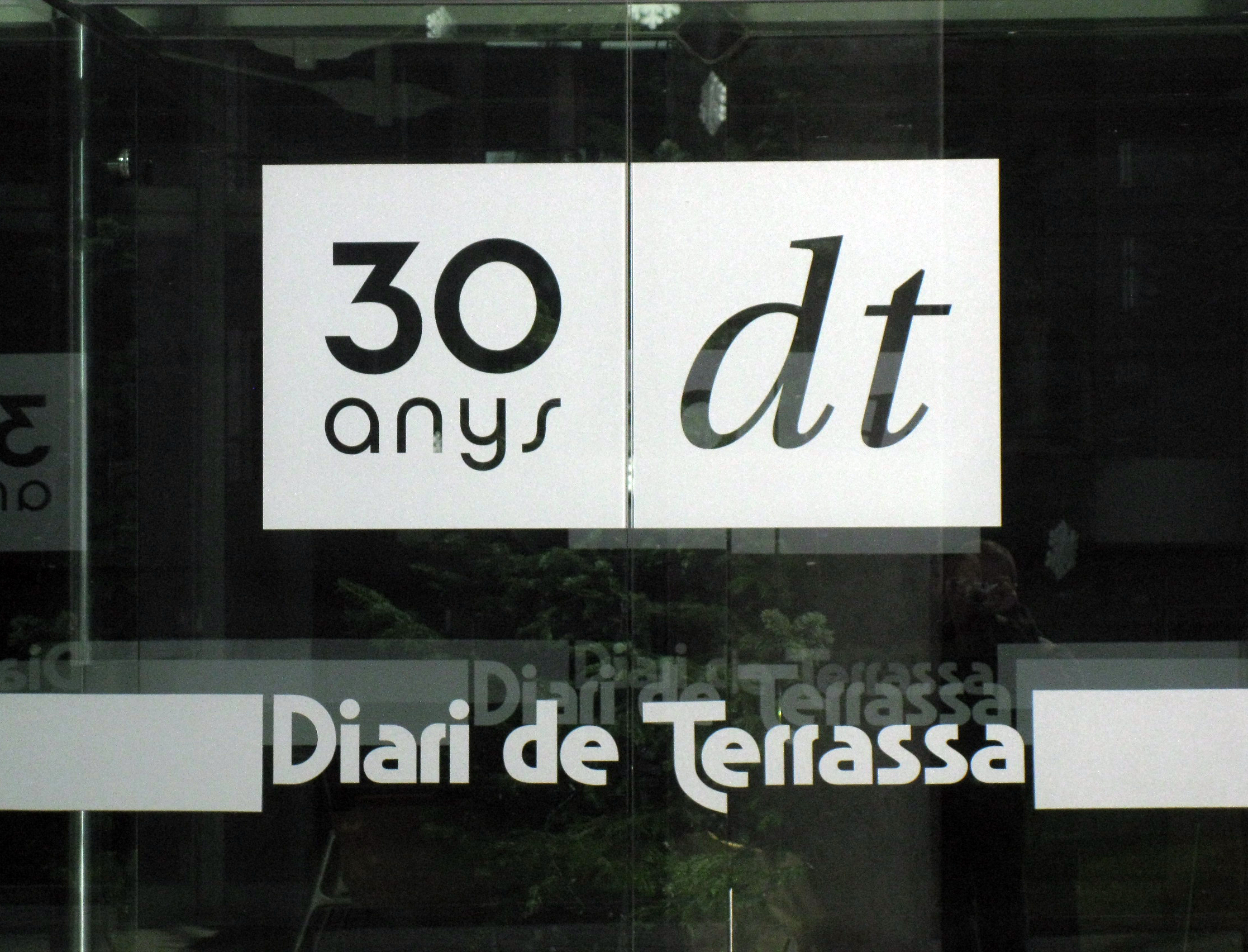
Logotip del diari en el 30 aniversari.

El Diari de Terrassa és l'hereu de l'antic diari Tarrasa Información, continuador de Tarrasa, òrgan oficial del règim franquista a la ciutat. L'any 1977, el dia 23 d'abril, aparegué el Diario de Tarrasa. El gerent de Tarrasa Información, Julián Sanz, passaria a ser l'editor de la nova capçalera. En aquest moment, tenia tan sols quatre edicions setmanals que es publicaven dilluns, dimarts, dijous i dissabte. No va ser fins a l'any 1983, que va passar a les mateixes edicions que ofereix avui en dia, les cinc edicions setmanals de dimarts a dissabte.
El 2003 el format d'edició del Diari de Terrassa era de pàgines de 450 x 315 mm. Un disseny que, juntament amb la renovació d'impressió, va ser creat per l'assessor del diari Manuel Lamas i es basava en sis columnes, encara que podia variar segons l'article, amb seccions com Terrassa, la pàgina del ciutadà, opinió, comarca, Catalunya, Espanya, apartats de motor, cultura i espectacles, serveis i economia.
El públic objectiu del Diari de Terrassa és principalment la població egarenca, que és la que es mostrarà més interessada pels continguts que ofereix. En les dades del Baròmetre de la Comunicació i la Cultura de l'onada de novembre de 2011, la capçalera se situava entre els 30 primers diaris més llegits, a la posició vint-i-cinc en el gràfic de Catalunya i a la disset de la província de Barcelona, situant-se per davant de Público. La seva difusió i tirada és de 4.740 i 5.713 exemplars respectivament, segons dades del diari mateix, del mes de juny de 2011.
L’octubre de 2020, l’editora del Diari de Terrassa va presentar una sol·licitud de concurs voluntari de creditors al Jutjat Mercantil número 1 de Barcelona degut a les dificultats financeres que arrossegava agreujada pels efectes de la pandèmia. Després d’aquest procés concursal, l’oferta presentada per Novapress Edicions, editora també del Diari de Sabadell, va fer que n’assumís la propietat el 29 de gener de 2021 i el 2 de febrer ja va sortir el primer número amb la nova direcció.
La nova editora del Diari de Terrassa, una editorial de nova creació, Edicions Diari de Terrassa, SL, participada al 100% per Novapress, mantingué les cinc edicions setmanals, de dimarts a dissabte de la publicació amb el compromís d’assumir la majoria de la plantilla un total de 21 treballadors, 
8 menys dels 29 que formaven l’anterior.
El Diari de Terrassa compta amb una audiència digital de 180.000 usuaris únics (gener 2021).

## Relació de directors
- Javier Puy (1977-1983)
- Pasqual Llongueras (1983-1985)
- Jaume Boixadós (1985-1989)
- Anna Muñoz (1989-2013)
- Pedro Millán Reyes (2013-2021)